# Girijoyo
Girijoyo is een bestuurslaag in het regentschap Purworejo van de provincie Midden-Java, Indonesië. Girijoyo telt 1348 inwoners (volkstelling 2010).